# Etelka
Etelka est un prénom hongrois féminin.

## Étymologie
Forme féminine de la variante hongroise Etele du prénom Attila, créée par András Dugonics dans son roman Etelka de 1788.